# Пыллуаас, Хенн
Хенн Пыллуаас (эст. Henn Põlluaas, 16 февраля 1960, Таллин, Эстония) — эстонский общественный деятель и политик, председатель Рийгикогу с 4 апреля 2019 по 18 марта 2021 года. Он также занимал пост мэра Сауэ с 2012 по 2015 год, после чего был избран в парламент. Заместитель председателя Консервативной народной партии с 2017 года.

## Биография
В 1978 году окончил Таллиннскую гимназию Нымме и Таллинский университет в 1985 году.
Хенн работал в эстонском художественном музее в качестве научного работника, в Таллиннфильме в качестве художника-постановщика, на Эстонском телевидении в качестве редактора.
Пыллуаас являлся членом городского совета Сауэ и его различных комитетов с 2005 года. В марте 2012 года был избран мэром Сауэ, а после муниципальных выборов в 2013 году получил депутатский мандат.
В 2015 и 2019 году был избран членом Рийгикогу на выборах.

## Политическая деятельность
Впервые баллотировался на государственную должность в 2011 году. Выборы не выиграл, но вошёл в первую тройку.
С 2012 по 2014 год был членом Эстонской консервативной народной партии (EKRE), занимал пост заместителя председателя EKRE.
В 2013 году на муниципальных выборах был избран членом городского совета Сауэ.
В 2015 году баллотировался в Рийгикогу по избирательному округу № 4 в Харьюском и Раплинском уездах, получив 4309 голосов и заняв 17 место среди кандидатов. Хенн отказаться от поста мэра Сауэ и перешёл в Государственное Собрание. Хенн Пыллуаас был заместителем председателя группы EKRE в XIII составе Рийгикогу, членом комитета по иностранным делам и комитета контроля государственного бюджета, заместителем члена специального комитета контроля КАПО и эстонским делегатом парламентской ассамблеи средиземноморских государств.
В июне 2018 года Российская Федерация внесла Хенна Пыллуааса в список из 20 эстонских граждан, так называемых русофобов, и ввела запрет на въезд в Россию. Хенн заявил, что не является русофобом и что причина, по которой он был занесён в список, вероятно, его критическая позиция в отношении деятельности российского правительства.
В июле 2021 он заявил, что не поддерживает заключение пограничного договора с Россией. И кроме того считает действующим Тартуский мирный договор от 1920 года, по которому к Эстонии относятся земли, которые сейчас входят в состав Псковской и Ленинградской областей. «Нет никакой необходимости и причины узаконивать преступную оккупацию Печор и территорий за Нарвой», — сказал он. В тот же день Консервативная народная партия Эстонии утвердила Хенна Пыллуааса кандидатом в президенты страны.

## Личная жизнь
Женат на Янне Пыллуаас, ландшафтном дизайнере и редакторе отдела садоводства журнала Tiiu. У них есть сын и дочь.
Его отец, Гуннар Пыллуаас, был финским парнем, певцом Национального академического мужского хора (RAM) и администратором эстонской филармонии, а мать была модельером и дизайнером текстиля.
Его дед по материнской линии участвовал в войне за независимость, был членом Союза борцов за свободу, в 1941 году добровольно вступил в Эстонский легион и был казнён коммунистами в 1945 году.
Его дед по отцовской линии, Николай Пыллуаас, окончил Духовную семинарию в Риге, учился в Санкт-Петербургском политехническом институте, в 1920-1926 годах был оперным певцом в Эстонии.

## Награды
- Великий офицер ордена Трёх звёзд (8 апреля 2019 года, Латвия)[13]